# Thomas Goletz
Thomas Goletz est un dessinateur allemand né le 13 octobre 1966. Il est connu comme l'inventeur de la souris Diddl.

## Biographie
Thomas Goletz crée Diddl le 24 août 1990 pour une commande de l'entreprise Depesche qui lui avait demandé de créer un petit personnage pour illustrer une série de cartes fantaisie. Il crée dans un premier temps Diddl sous la forme d'un kangourou, avant de décider d'en faire une gerboise. Le succès des cartes est très important, et Depesche lance rapidement toute une gamme de produits de toutes sortes à l'effigie du personnage : papeterie, vêtements, articles pour écoliers, tasses, etc. Goletz crée plusieurs autres personnages (Diddlina l'amoureuse de Diddl, Pimboli, Ackaturbo, etc.) qui se déclinent eux aussi en autant de produits dérivés.
Les produits Diddl se répandent ainsi dans toute l'Allemagne, puis dans de nombreux autres pays (jusqu'à 48 pays), pour un chiffre d'affaires total de 150 millions d'euros. Ce succès fait la fortune de Thomas Goletz, qui devient multimillionnaire, notamment grâce à son contrat d'exclusivité associé à un système de royalties avec Depesche, qui gère les droits d'exploitation de la licence. Goletz continue d'être très présent dans la conception graphique des produits, réalisés par une équipe de designers sous sa direction.
Ce mode de fonctionnement se maintient jusqu'en 2014, lorsque l'entreprise Depesche annonce qu'elle compte rendre les droits d'exploitation exclusif de ses personnages à leur créateur d'ici la fin de l'année. La raison citée est l'essoufflement des ventes des produits Diddl. Thomas Goletz déclare avoir de nombreux projets pour permettre à sa célèbre gerboise de poursuivre ses aventures.